# Češnjovka

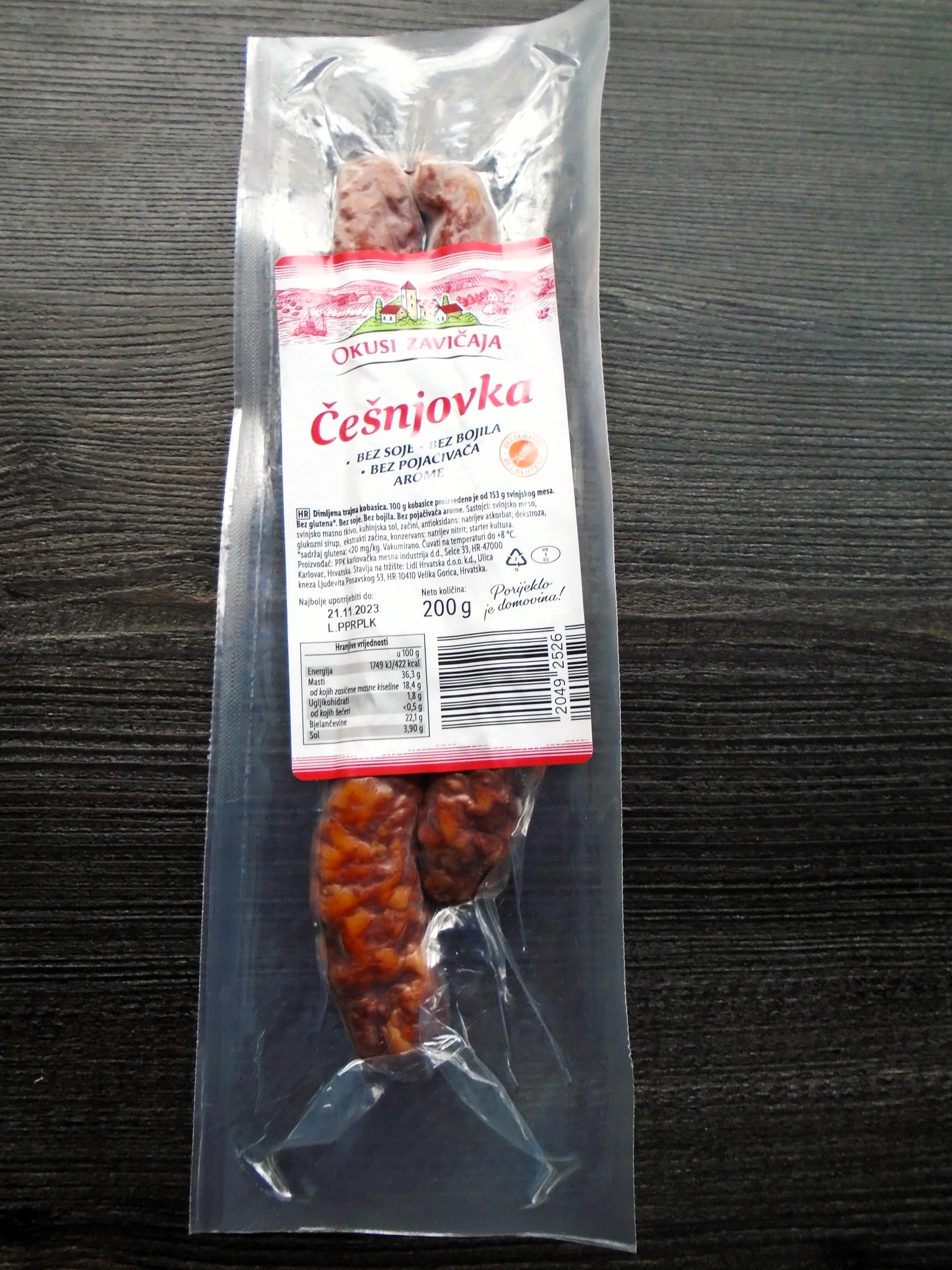
Češnjovka

Češnjovka ist eine traditionelle Wurst aus Schweinefleisch der kroatischen Küche. Das Fleisch kommt vom Turopolje-Schwein, einer Schweinerasse, die ursprünglich aus Mittelkroatien stammt. Die leichte Schärfe bezieht die Wurst durch eine große Menge Knoblauch, die dem Brät zugesetzt wird. Er gibt der Wurst auch ihren Namen, der als Knoblauchwurst übersetzt werden kann.
In der Stadt Samobor, wo Češnjovka eine beliebte lokale Spezialität ist, wird die Wurst typischerweise mit dem stadteigenen Senf Samoborska muštarda kombiniert. Sie wird insbesondere während der Winterzeit in ganz Mittel- und Nordkroatien an zahlreichen Imbissständen verkauft. Beliebte Beilagen sind Sauerkraut oder Kartoffelpüree mit frisch geriebenem Meerrettich.
Die Knoblauchwurst ergänzt das in vielen kroatischen Restaurants verbreitete Gericht Mješano meso, das auch als Kroatischer Grillteller bezeichnet wird. 